# 切德克河
切德克河是中华人民共和国新疆维吾尔自治区的一条河流，位于塔里木盆地，该河全长43千米，集水面积约291平方千米，年均径流量约为1.34亿立方米。根据切德克水文站测定，该河夏季富水期径流量占全年的46.6%，冬季枯水期径流量占全年的11.7%。